# Silvio Muccino
Pour les articles homonymes, voir Muccino.
Silvio Muccino, né le 14 avril 1982 à Rome, est un acteur et réalisateur italien, frère du célèbre réalisateur Gabriele Muccino.

## Biographie

### Enfance et adolescence
Silvio est le troisième enfant de Luigi Muccino (dirigeant RAI) et Antonella Cappuccio, peintre affirmée. Son frère aîné, Gabriele Muccino, est un célèbre réalisateur et sa sœur, Laura Muccino, s'occupe des castings. 
Il suit ses études au lycée Mamiani, dans le quartier Prati, et après le Bac il s'inscrit à la faculté de Lettres à l'université de Rome « La Sapienza », sans terminer sa licence.

### Carrière cinématographique
Sa carrière cinématographique commence en 1999 quand, âgé de 17 ans, il écrit le scénario du film Come te nessuno mai (Comme toi) avec son frère Gabriele, et il participe comme acteur dans le personnage de Silvio, un étudiant en lutte constante avec ses parents. Avec ce premier travail il gagne sa participation au Nastro d'Argento, un prix cinématographique italien, comme auteur du meilleur scénario.
En 2001 il a eu un petit rôle dans le film Un delitto impossibile de Antonello Grimaldi, et tout de suite après il retourne travailler avec son frère sur le film Juste un baiser (L'ultimo bacio). En 2003 il joue dans Souviens-toi de moi dans le rôle d'un jeune garçon qui se rebelle contre sa famille. Entre les deux films il participe à CQ, réalisé par Roman Coppola (fils de Francis Ford Coppola).
Après ces films tournés avec la collaboration de son frère Gabriele, il s'affirme dans le cinéma italien et il reçoit plusieurs propositions; il travaille pour un thriller de Dario Argento, The Card Player (Il Cartaio) en 2004 et il est acteur protagoniste dans le film de Giovanni Veronesi : Che ne sarà di noi en 2004. Ce même réalisateur lui propose de faire partie de son film suivant : Leçons d'amour à l'italienne en 2005. Sur le tournage de ce film Silvio rencontre Carlo Verdone, avec qui il décide d'écrire et tourner le film Il mio miglior nemico, en mars 2006.
En 2006, Silvio publie son premier roman, Parlami d'amore, écrit avec la collaboration de Carla Vangelista. Le récit traite de la rencontre entre Sasha, un garçon de 24 ans, orphelin et devant faire face aux problèmes de la vie, Nicole, une femme française de 40 ans, mariée avec un Italien faisant partie de la bourgeoisie romaine et Benedetta, une fille riche et triste qui n'arrive pas à s'accepter et s'aimer.
En janvier 2007 il fait partie de la réalisation du film, inspiré du roman, et il y participe aussi comme acteur protagoniste, il joue aux côtés de Aitana Sánchez-Gijón et Carolina Crescentini. Ce film est sorti dans les salles le 14 février 2008.
En 2009, Silvio a été choisi pour doubler en italien le dessin animé Astroboy de David Bowers.

## Filmographie

### Acteur
- 1999 : Come te nessuno mai de Gabriele Muccino
- 2001 : CQ de Roman Coppola
- 2001 : Un delitto impossibile d'Antonello Grimaldi
- 2001 : Juste un baiser (L'ultimo bacio)
- 2002 : Il 2 novembre de Leonardo et Simone Godano (court métrage)
- 2003 : Souviens-toi de moi (Ricordati di me) de Gabriele Muccino
- 2004 : The Card Player (Il cartaio) de Dario Argento
- 2004 : Che ne sarà di noi de Giovanni Veronesi
- 2004 : La vita che vorrei de Giuseppe Piccioni
- 2005 : Leçons d'amour à l'italienne (Manuale d'amore) de Giovanni Veronesi
- 2006 : Il mio miglior nemico de Carlo Verdone
- 2008 : Parlami d'amore de Silvio Muccino
- 2010 : Un altro mondo de Silvio Muccino
- 2015 : Le leggi del desiderio de Silvio Muccino
- 2017 : The Place de Paolo Genovese

### Scénariste
- 1999 : Come te nessuno mai (Comme toi)
- 2004 : Che ne sarà di noi de Giovanni Veronesi
- 2006 : Il mio miglior nemico de Carlo Verdone
- 2008 : Parlami d'amore
- 2010 : Un altro mondo
- 2015 : Le leggi del desiderio

### Réalisateur
- 2008 Parlami d'amore
- 2010 : Un altro mondo
- 2015 : Le leggi del desiderio

### Réalisateur de vidéoclips
- 2004 : La migliore combinazione de Guido Elle
- 2005 : Estate de Negramaro
- 2005 : Bambina dallo spazio de Gianluca Grignani
- 2006 : La formica de Marco Meloni
- 2006 : Il re del niente de Gianluca Grignani
- 2006 : Le donne lo sanno de Luciano Ligabue
- 2007 : Mi vuoi ancora de Stadio

## Publicité
- 2006 : Vodafone (testimonial)